# Владивосток (газета, 1911)
«Владивосто́к» (рус. дореф. Владивостокъ) — ежедневная газета, выходившая в городе Владивостоке Приморской области Российской империи в 1911 году. Редактором-издателем газеты был А. Мауэр. Первый номер газеты вышел 10 апреля 1911 года, последний — 25 августа того же года, после чего издание было прекращено.